# 莉萨·维托齐
莉萨·维托齐（義大利語：Lisa Vittozzi，1995年2月4日—）生于贝卢诺省皮耶韦迪卡多雷，是一名意大利女子冬季两项运动员。她在同位于贝卢诺省的萨帕达成长。2007年，她开始练习冬季两项。2014年，她在瑞典厄斯特松德完成了个人的世界杯分站赛首秀。